# Раян Гравенберх
Раян Гравенберх (нід. Ryan Gravenberch, нар. 16 травня 2002, Амстердам) — нідерландський футболіст суринамського походження, півзахисник «Ліверпуля» та національної збірної Нідерландів.

## Клубна кар'єра
Народився 16 травня 2002 року в місті Амстердам. Розпочав займатись футболом у юнацькій команді «Зебюргія» з рідного міста, а 2010 року потрапив до академії найсильнішої команди міста «Аякса», де пройшов усі вікові рівні. 24 серпня 2018 року в поєдинку проти «Дордрехта» він дебютував за резервну команду «Йонг Аякс» у Ерстедивізі. Всього за два роки у цій команді Раян провів 44 гри і забив 8 голів у другому дивізіоні країни
23 вересня 2018 року у віці 16 років та 130 днів в матчі проти ПСВ (0:3) він дебютував в Ередивізі, замінивши на 83-й хвилині гри бразильця Давіда Нереса. Гравенберх став наймолодшим гравцем «Аякса», який зіграв у чемпіонаті країни, перевершивши рекорд у 16 років і 242 дні, встановлений Кларенсом Зедорфом за 26 років до того. Через три дні він відіграв повний матч у Кубку Нідерландів проти нижчолігового клубу HVV Te Werve (7:0), в якому забив гол, ставши наймолодшим бомбардиром «Аякса» в історії клубу. Втім більше за першу команду до кінця сезону він не зіграв, але його команда виграла обидва ці турніри.
З початку сезону 2020/21 Гравенберх став основним півзахисником клубу. 21 жовтня 2020 року Раян дебютував у Лізі чемпіонів УЄФА під час домашньої гри проти «Ліверпуля» (0:1), а 25 листопада забив свій перший гол у найпрестижнішому європейському турнірі, відзначившись у воротах данського «Мідтьюлланна» (3:1). За підсумками сезону Гравенберх виграв з командою «золотий дубль», забивши в тому числі гол у фіналі Кубка Нідерландів проти «Вітессе» (2:1). Станом на 16 травня 2021 року відіграв за команду з Амстердама 42 матчі в національному чемпіонаті.

## Виступи за збірні
31 січня 2017 року дебютував у складі юнацької збірної Нідерландів (U-15) в товариській грі проти однолітків з Ірландії (5:1). У 2018 році у складі збірної до 17 років Гравенберх виграв юнацький чемпіонат Європи в Англії. На турнірі він зіграв у чотирьох матчах, в тому числі і у фінальній грі проти Італії, виграній в серії пенальті. Загалом на юнацькому рівні взяв участь у 29 іграх, відзначившись 2 забитими голами.
З 2020 року залучався до складу молодіжної збірної Нідерландів. На молодіжному рівні зіграв у 11 офіційних матчах, забив 1 гол.
У листопаді 2020 року отримав свій перший виклик до національної збірної Нідерландів, проте в матчах збірної участі не брав. 19 березня 2021 року отримав другий виклик до збірної головним тренером Франком де Буром для участі в матчах відбіркового турніру до чемпіонату світу 2022 року проти збірних Туреччини, Латвії і Гібралтару. 24 березня 2021 року у матчі проти Туреччини (2:4) Гравенберх дебютував за збірну, вийшовши на заміну на 82-й хвилині замість Дейлі Блінда, після чого зіграв і в двох наступних іграх цього циклу.

## Статистика виступів
Статистика станом на 16 травня 2022 року.

### Статистика клубних виступів
| Сезон                 | Команда               | Чемпіонат             | Чемпіонат | Чемпіонат | Національний кубок | Національний кубок | Національний кубок | Континентальні кубки | Континентальні кубки | Континентальні кубки | Інші змагання | Інші змагання | Інші змагання | Усього | Усього | Усього |
| Сезон                 | Команда               | Ліга                  | Ігор      | Голів     | Ліга               | Ігор               | Голів              | Ліга                 | Ігор                 | Голів                | Ліга          | Ігор          | Голів         | Ігор   | Голів  |        |
| --------------------- | --------------------- | --------------------- | --------- | --------- | ------------------ | ------------------ | ------------------ | -------------------- | -------------------- | -------------------- | ------------- | ------------- | ------------- | ------ | ------ | ------ |
| 2018–19               | «Йонг Аякс»           | 1Д                    | 27        | 2         |                    | -                  | -                  |                      | -                    | -                    |               | -             | -             | 27     | 2      |        |
| 2019–20               | «Йонг Аякс»           | 1Д                    | 17        | 6         |                    | -                  | -                  |                      | -                    | -                    |               | -             | -             | 17     | 6      |        |
| Усього за «Йонг Аякс» | Усього за «Йонг Аякс» | Усього за «Йонг Аякс» | 44        | 8         |                    | -                  | -                  |                      | -                    | -                    |               | -             | -             | 44     | 8      |        |
| 2018–19               | «Аякс»                | ЕД                    | 1         | 0         | КН                 | 1                  | 1                  | ЛЧ                   | 0                    | 0                    |               | -             | -             | 2      | 1      |        |
| 2019–20               | «Аякс»                | ЕД                    | 9         | 2         | КН                 | 2                  | 1                  | ЛЧ+ЛЄ                | 0+1                  | 0+0                  | СН            | 0             | 0             | 12     | 3      |        |
| 2020–21               | «Аякс»                | ЕД                    | 32        | 3         | КН                 | 4                  | 1                  | ЛЧ+ЛЄ                | 6+5                  | 1+0                  | -             | -             | -             | 47     | 5      |        |
| 2021–22               | «Аякс»                | ЕД                    | 30        | 2         | КН                 | 3                  | 1                  | ЛЧ                   | 8                    | 0                    | СН            | 1             | 0             | 42     | 3      |        |
| Усього за «Аякс»      | Усього за «Аякс»      | Усього за «Аякс»      | 72        | 7         |                    | 10                 | 4                  |                      | 20                   | 1                    |               | 1             | 0             | 103    | 12     |        |
| Усього за кар'єру     | Усього за кар'єру     | Усього за кар'єру     | 116       | 15        |                    | 10                 | 4                  |                      | 20                   | 1                    |               | 1             | 0             | 147    | 20     |        |

### Статистика виступів за збірну
| Дата       | Місто     | Господарі          | Результат | Гості      | Турнір                               | Голи | Примітки |
| ---------- | --------- | ------------------ | --------- | ---------- | ------------------------------------ | ---- | -------- |
| 24-3-2021  | Стамбул   | Туреччина          | 4 – 2     | Нідерланди | Відбір до ЧС 2022                    | -    | 82'      |
| 27-3-2021  | Амстердам | Нідерланди         | 2 – 0     | Латвія     | Відбір до ЧС 2022                    | -    | 79'      |
| 30-3-2021  | Гібралтар | Гібралтар          | 0 – 7     | Нідерланди | Відбір до ЧС 2022                    | -    | 46' 93'  |
| 2-6-2021   | Фару      | Нідерланди         | 2 – 2     | Шотландія  | товариський матч                     | -    | 31'      |
| 6-6-2021   | Енсхеде   | Нідерланди         | 3 – 0     | Грузія     | товариський матч                     | 1    | 66'      |
| 17-6-2021  | Амстердам | Нідерланди         | 2 – 0     | Австрія    | ЧЄ 2020 - груповий етап              | -    | 74'      |
| 21-6-2021  | Амстердам | Північна Македонія | 0 – 3     | Нідерланди | ЧЄ 2020 - груповий етап              | -    |          |
| 7-9-2021   | Амстердам | Нідерланди         | 6 – 1     | Туреччина  | Відбір до ЧС 2022                    | -    | 71'      |
| 8-10-2021  | Рига      | Латвія             | 0 – 1     | Нідерланди | Відбір до ЧС 2022                    | -    | 62'      |
| 13-11-2021 | Подгориця | Чорногорія         | 2 – 2     | Нідерланди | Відбір до ЧС 2022                    | -    | 78'      |
| 25-9-2022  | Амстердам | Нідерланди         | 1 – 0     | Бельгія    | Ліга націй УЄФА 2022-2023 - 1-й етап | -    | 90+2'    |
| Усього     |           | Матчів             | 11        |            | Голів                                | 1    |          |

| Дата       | Місто   | Господарі  | Результат | Гості      | Турнір                             | Голи | Примітки |
| ---------- | ------- | ---------- | --------- | ---------- | ---------------------------------- | ---- | -------- |
| 4-9-2020   | Жодино  | Білорусь   | 0 – 7     | Нідерланди | Кваліфікація молодіжного Євро-2021 | -    | 78'      |
| 8-9-2020   | Алмере  | Нідерланди | 2 – 0     | Норвегія   | Кваліфікація молодіжного Євро-2021 | -    | 87'      |
| 8-10-2020  | Венло   | Нідерланди | 5 – 0     | Гібралтар  | Кваліфікація молодіжного Євро-2021 | -    | 59'      |
| 13-10-2020 | Ларнака | Кіпр       | 0 – 7     | Нідерланди | Кваліфікація молодіжного Євро-2021 | 1    |          |
| Усього     |         | Матчів     | 4         |            | Голів                              | 1    |          |

## Титули і досягнення
- Чемпіон Нідерландів (3):

«Аякс»: 2018/19, 2020/21, 2021/22
- Володар Кубка Нідерландів (2):

«Аякс»: 2018/19, 2020/21
- Чемпіон Німеччини (1):

«Баварія»: 2022/23
- Володар Суперкубка Німеччини (1):

«Баварія»: 2022
- Володар Кубка Футбольної ліги (1):

«Ліверпуль»: 2023/24
- Чемпіон Англії (1):

«Ліверпуль»: 2024/25
Збірні
- Чемпіон Європи (U-17): 2018

## Особисте життя
Його старший брат, Данзелл Гравенберх, також є футболістом.